# Lakshmi (film)
Lakshmi è un film del 2013, diretto da Raghava Loki.

## Colonna sonora
1. Udit Narayan, Shamita Malnad – Come Come
2. Shiva Rajkumar, Chaitra H. G. – Naanu Footpathnalli
3. Udit Narayan, Anuradha Bhat – Neenene Neenene
4. Chaitra H. G. – Pussy Cat
5. Sukhwinder Singh – Lakshmi No one can Touch